# Geitoneura klugii
Geitoneura klugii är en fjärilsart som beskrevs av Guérin 1829. Geitoneura klugii ingår i släktet Geitoneura och familjen praktfjärilar. Inga underarter finns listade i Catalogue of Life.

## Bildgalleri

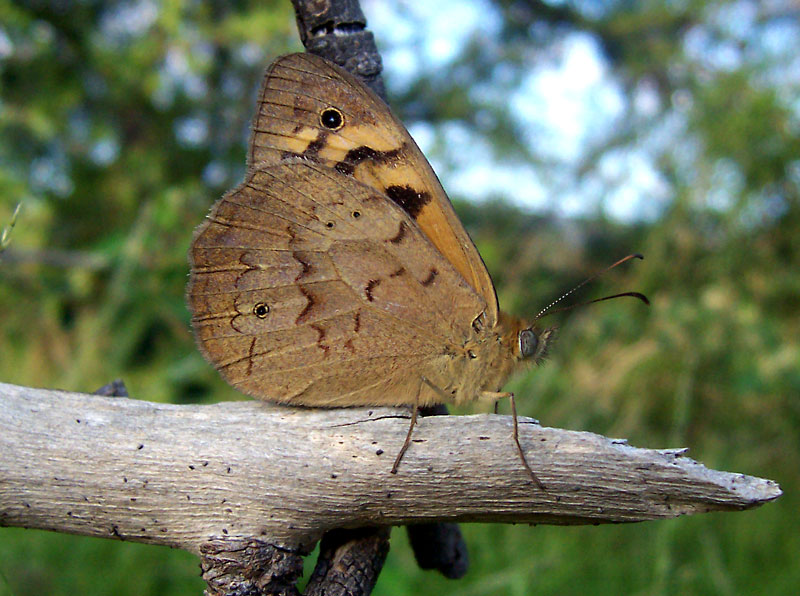